# Studenten från Prag
Studenten från Prag (tyska: Der Student von Prag) är en tysk skräckfilm från 1913 i regi av Stellan Rye och med Paul Wegener i huvudrollen. Handlingen utspelar sig i Prag 1820 och följer en fattig student som säljer sin spegelbild för att umgås med adeln. Den bygger löst på novellen "William Wilson" av Edgar Allan Poe. Filmen var stilbildande för expressionismen inom tysk film, och även allmänt för ett arbetssätt där regissörens vision är tyngdpunkt.

## Medverkande
- Paul Wegener som Balduin
- Grete Berger som grevinnan Margit
- Lyda Salmonova som Lyduschka
- John Gottowt som Scapinelli
- Lothar Körner som greve von Schwarzenberg
- Fritz Weidemann som friherre Waldis-Schwarzenberg